# Liste der Kulturdenkmale in Werda

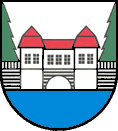
Wappen von Werda

In der Liste der Kulturdenkmale in Werda sind die Kulturdenkmale der Gemeinde Werda verzeichnet, die bis März 2020 vom Landesamt für Denkmalpflege Sachsen erfasst wurden (ohne archäologische Kulturdenkmale). Die Anmerkungen sind zu beachten.
Diese Aufzählung ist eine Teilmenge der Liste der Kulturdenkmale im Vogtlandkreis.

## Kottengrün
| Bild           | Bezeichnung                                  | Lage                                | Datierung                 | Beschreibung | ID       |
| -------------- | -------------------------------------------- | ----------------------------------- | ------------------------- | --- | -------- |
| Weitere Bilder | Denkmal für die Gefallenen beider Weltkriege | Brotenfelder Weg (Karte)            | 2. Hälfte 20. Jahrhundert | Ortsgeschichtlich bedeutende Anlage. Würfelförmiger Gedenkstein für die Gefallenen der beiden Weltkriege, gemauert aus Theumaer Schiefer (unterschiedlich bearbeitet). An drei Seiten Inschrift „Die Toten mahnen. Haltet Frieden. 1914–1918“ „1939–1945“. Zurück springende Gesimskante, gerade obere Abdeckung, drei Lindenbäume und geometrische Wegeführung. | 08985678 |
|                | Wohnstallhaus (Umgebinde) mit Scheunenanbau  | Jägerswald 1 (Karte)                | Um 1800                   | Gemarkung Pillmannsgrün, eingeschossiges Umgebindehaus, im Wald gelegenes, landschaftsprägendes Gebäude mit gutem Originalbestand in vogtlandtypischer Bauweise, baugeschichtlich von Bedeutung. Wohnstallhaus mit Blockstube und Umschrot, Ständerumgebinde mit Kopfstreben (am Giebel), zwei Drittel des Hauses in Blockbauweise, Satteldach, Leistenblechdach-Deckung, Giebeldreieck verbrettert, Schleppgaupen, giebelseitig hölzernes Scheunentor, Fensterrahmung Holz, alte Fenster, ursprünglich Fensterläden, Stubendecke Einschubdecke mit Unterzug, alte Türen und Kastenschlösser, an rückwärtiger Traufseite neuerer Anbau (massiv, verputzt). | 08985675 |
|                | Wohnstallhaus                                | Kornaer Straße 33 (Karte)           | Anfang 19. Jahrhundert    | Schlichtes eingeschossiges Bauernhaus, Zeugnis der vogtlandtypischen Bauweise (Blockstube erhalten), baugeschichtlich von Bedeutung. Mit Bohlenstube (verputzt, vorgesetzte Ziegelwand), Stallteil massiv, verputzt, Umschrot, zwei Segmentbogen-Eingänge (Granitgewände), Stallfenster Segmentbogen, Granitgewände, Sohlbänke Schiefer, Satteldach (hofseitig Kunstschiefer, straßenseitig Naturschiefer, englische Deckung, unter dem Schieferdach Holzschindeln), innen Einschubdecke mit Unterzug, zum Teil originale Türen mit Eisenbeschlägen, im Stall preußische Kappen, Giebeldreieck verbrettert, zum Teil unterkellert (Tonne) mit Brunnenloch. | 08985679 |
|                | Fabrikantenvilla                             | Kottengrüner Hauptstraße 30 (Karte) | Um 1905                   | Errichtet für den Webereifabrikanten Lothar Foss, aufwändig gestalteter repräsentativer Bau im Stil des Historismus, von ortsgeschichtlicher Bedeutung. Zweigeschossiger Klinkerbau, bewegte Dachlandschaft (Walmdach), Schieferdeckung, gequaderter Sockel, Eckquaderung, im Erdgeschoss verglaster Wintergarten mit Ecksäule und Segmentbogenfenster mit Schlussstein, darüber im Obergeschoss Holzveranda mit Zierbrüstung, Rundbogenfenster, Rechteckfenster und Segmentbogenfenster, Mittelrisalit mit Drillingsfenster und gerader Überdachung, im Giebel Zier-Fachwerk, weiter Dachüberstand, Krüppelwalmdach, originale Fenster, quadratischer dreigeschossiger Eckturm, im ersten Obergeschoss Rundbogenfenster, drittes Obergeschoss Zier-Fachwerk mit Blumenmotiven und Drillingsfenstern, Walmdach (konkav abgeknickt), Schieferdeckung. | 08985677 |

### Ehemaliges Denkmal (Kottengrün)
| Bild                                    | Bezeichnung                  | Lage                                | Datierung | Beschreibung | ID       |
| --------------------------------------- | ---------------------------- | ----------------------------------- | --------- | --- | -------- |
| Direkt Bild zu diesem Denkmal hochladen | Wohnhaus in offener Bebauung | Kottengrüner Hauptstraße 35 (Karte) | Um 1900   | Ehemals Weberei-, Wohn- und Verwaltungsgebäude, später Gemeindehaus und Bäckerei, straßenbildprägender Bau im Stil des Historismus, von ortsgeschichtlicher Bedeutung; zwischen 2008 und 2016 abgerissen. Zweigeschossiger Klinkerbau auf Granitsockel (Polygonalmauerwerk), Pultdach (Schiefer), Kellerfenstergewände Granit, Erdgeschoss und Obergeschoss Klinker mit Kunststeingliederung, im Erdgeschoss Segmentbogenfenster mit Schlussstein und Brüstungsfeldern, Gesimsbänder, Obergeschoss Rechteckfenster mit Dreiecksgiebelverdachung, Brüstungsfelder mit Konsolen, Sohlbänke Kunststein, zwei Sandstein-Brüstungsfelder mit Inschrift „Gott segne ... (unleserlich, vermutlich: „dieses Haus“) u. die da gehen ein und aus“, profilierte Putztraufe mit Zahnschnittgesims, Pultdach (Schieferdeckung), im Obergeschoss gekuppeltes Fenster mit Segmentbogen-Verdachung, Eingang erneuert (Segmentbogen-Gewände), Mittelrisalit mit hohem Walmdach und Satteldach-Gaupen (verbrettert). | 08985676 |

## Werda
| Bild                                    | Bezeichnung | Lage                            | Datierung | Beschreibung | ID       |
| --------------------------------------- | --- | ------------------------------- | --- | --- | -------- |
| Weitere Bilder                          | St. Katharinenkirche (mit Ausstattung) und Einfriedung des Kirchhofes | Alte Landstraße 5 (Karte)       | 1776–1777, im Kern älter | Barocke Saalkirche mit Ostturm, im Kern mittelalterlich, von baugeschichtlicher und ortshistorischer Bedeutung. Verputzter Bruchsteinbau auf rechteckigem Grundriss, an der Westseite dreiseitig geschlossen, im Inneren flachgedeckt, zweigeschossige umlaufende Emporen, Kanzel Ende 18. Jahrhundert, Orgel (von Karl Eduard Schubert) mit klassizistischem Prospekt von 1869 bis 1871, schmale Rundbogenfenster, geohrtes Segmentbogen-Portal, Ostturm auf quadratischem Grundriss, oktogonales Glockengeschoss mit welscher Haube, Laterne, Knauf (Schieferdeckung). Einfriedung: Bruchsteinmauer (zweischalige Trockenmauer) mit Schieferabdeckung, quadratische Torpfeiler. | 08985671 |
| Direkt Bild zu diesem Denkmal hochladen | Wohnstallhaus | Bergener Straße 32 (Karte)      | 1. Hälfte 19. Jahrhundert | Eingeschossiges Gebäude mit Blockbau und kräftigem Umschrot von hohem dokumentarischen Wert und besonderer baugeschichtlicher Bedeutung für die vogtlandspezifische Volksbauweise | 09306899 |
| Direkt Bild zu diesem Denkmal hochladen | Denkmal für zwei sowjetische Kriegsgefangene und vier KZ-Häftlinge | Hauptstraße (Karte)             | 2. Hälfte 20. Jahrhundert (Tafel erneuert)                                                                                       | Denkmal der Ortsgeschichte. Holztafel mit Inschrift „Zum ehrenden Gedenken. Hier ruhen 2 sowj. Kriegsgefangene und 4 KZ-Häftlinge, die in den letzten Kriegstagen 1945 in unseren Wäldern feige ermordet wurden.“, Grünflächengestaltung (Baum- und Strauchgruppen). | 08985670 |
| Weitere Bilder                          | Ehemaliges Rittergut bestehend aus Herrenhaus, zwei aneinandergebauten Wirtschaftsgebäuden und Toranlage                                                                     | Hauptstraße 6 (Karte)           | Im Kern 18. Jahrhundert (Herrenhaus); 19. Jahrhundert (Türme am Herrenhaus); um 1900 (Wirtschaftsgebäude)                        | Schlichter Putzbau mit Walmdach und zwei Türmen, Herrenhaus später als Wanderheim genutzt, danach Wohnhaus, von baugeschichtlicher sowie ortsgeschichtlicher und regionalhistorischer Bedeutung. - Gutshaus: zwecks Talsperrenbau von der Stadt Plauen um 1900 gekauft, genutzt von den „Wandervögeln“ als Wanderheim, 1928 kaufte ein Stickmaschinen- und Webereibesitzer das Gut, in dessen Nebengebäuden von 1952 bis 1990 Herren-, Damen- und Kinderbekleidung gefertigt wurden, zweigeschossig, massiv, verputzt, kastenartiger Bau mit Walmdach (Schieferdeckung), an beiden Giebelseiten von zwei quadratischen dreigeschossigen Türmen flankiert, ein Turm mit konkav eingeknicktem Zeltdach und Satteldach-Gauben, von eisernem Ziergitter bekrönt, zweiter Turm mit konvex gerundetem Bogendach und Segmentbogen-Gauben, Laterne und Spitze, Kernbau symmetrisch gegliedert, Mittelachse betont durch geohrtes Eingangsportal aus Granit, stark profilierte Holztraufe, straßenseitig im Winkel Holzveranda, Anlage insgesamt hufeisenförmig - Winkelförmiges Wirtschaftsgebäude: eingeschossig. massiv, verputzt, Ziegelsteintraufe (Zahnschnitt), Zwerchgiebel, flaches Satteldach (Kunstschiefer), im Giebel Rundbogenfenster (Drillingsfenster) und darüber Rundfenster, hinterer Flügel Ziegelstein und Bruchstein, unverputzt, Segmentbogen-Eingang mit Granitgewände und Ziegelstein-Sturz, Zwerchhaus mit Ladeluke, Granitsohlbänke, zum Teil alte Fenster - Einfriedung: quadratische Torpfeiler mit Kugelaufsatz (Kunststein) | 08985674 |
| Direkt Bild zu diesem Denkmal hochladen | Mühlengebäude mit technischer Ausstattung, Holzbackofen und Sägewerk sowie Hofpflaster eines Mühlenanwesens (Jahnsmühle)                                                     | Jahnsmühle 1 (Karte)            | ersterwähnt 1224 (Mühle); bezeichnet mit 1802 (Türsturz); um 1800 (Pflaster); bezeichnet mit 1867 (Backofen); 1936 (Walzenstuhl) | Mühlengebäude zum Teil in Fachwerkbauweise, originale Mühlen- und Sägewerkstechnik, bemerkenswerter und seltener Holzbackofen, von hoher technikgeschichtlicher und wirtschaftshistorischer Bedeutung. | 08985673 |
| Direkt Bild zu diesem Denkmal hochladen | Wohnhaus | Parkstraße 9 (Karte)            | Um 1800 | Eingeschossiger Putzbau mit Satteldach (Eternit) und vermutlich mit Umschrot (zum Teil erhalten), sozialhistorisches Zeugnis ländlicher Bauweise. Massiv, verputzt, traufseitiges Eingangshäuschen mit Walmdach (Schieferdeckung), alte Fenster, Rückseite Winterfenster, ursprünglich Fensterläden, Sohlbänke. | 08985672 |
| Weitere Bilder                          | Talsperre Werda, Geigenbachtalsperre: Schieberhaus, Staumauer mit Sockel des ehemaligen Tosgebäudes, Kaskadenüberlauf mit Tosbecken, Talsperrenmeister-Wohnhaus (heute Büro) | Talsperrenstraße 39 (Karte)     | 1900 (Talsperrenmeister-Wohnhaus); 1904–1910 (Talsperre); 1904–1909 (Staudamm); Inbetriebnahme 1910 (Staudamm)                   | Technisches Denkmal einer Gewichtsstaumauer mit gekrümmter Achse (Intze-Prinzip), zweitälteste Talsperre Sachsens, Bruchsteinmauer aus Schiefer, auch baugeschichtlich von Bedeutung, heute Zweckverband Fernwasser Südsachsen. | 08985680 |
| Direkt Bild zu diesem Denkmal hochladen | Turbinenhaus mit alter Technik, Büro und Werkstatt mit Mischkammer, Filterhalle mit Ausstattung (Schaltpulte), Kalkanlage, Härtungsanlage und Pegelhaus des Wasserwerkes     | Talsperrenstraße 41, 43 (Karte) | 1904–1909 (Kalkanlage und Turbinenhaus); 1915 (Härtungsanlage); 1922 (Turbinen); 1928–1930 (Filterhalle)                         | Technikgeschichtlich als auch baugeschichtlich und kunsthistorisch bedeutendes Wasserwerk mit Zeugnissen unterschiedlicher Zeiten, Filterhalle herausragendes Architekturdenkmal im Bauhausstil mit bedeutender originaler Innenausstattung, heute Zweckverband Fernwasser Südsachsen. | 08985681 |

## Tabellenlegende
- Bild: Bild des Kulturdenkmals, ggf. zusätzlich mit einem Link zu weiteren Fotos des Kulturdenkmals im Medienarchiv Wikimedia Commons. Wenn man auf das Kamerasymbol klickt, können Fotos zu Kulturdenkmalen aus dieser Liste hochgeladen werden:
- Bezeichnung: Denkmalgeschützte Objekte und ggf. Bauwerksname des Kulturdenkmals
- Lage: Straßenname und Hausnummer oder Flurstücknummer des Kulturdenkmals. Die Grundsortierung der Liste erfolgt nach dieser Adresse. Der Link (Karte) führt zu verschiedenen Kartendiensten mit der Position des Kulturdenkmals. Fehlt dieser Link, wurden die Koordinaten noch nicht eingetragen. Sind diese bekannt, können sie über ein Tool mit einer Kartenansicht einfach nachgetragen werden. In dieser Kartenansicht sind Kulturdenkmale ohne Koordinaten mit einem roten bzw. orangen Marker dargestellt und können durch Verschieben auf die richtige Position in der Karte mit Koordinaten versehen werden. Kulturdenkmale ohne Bild sind an einem blauen bzw. roten Marker erkennbar.
- Datierung: Baubeginn, Fertigstellung, Datum der Erstnennung oder grobe zeitliche Einordnung entsprechend des Eintrags in der sächsischen Denkmaldatenbank
- Beschreibung: Kurzcharakteristik des Kulturdenkmals entsprechend des Eintrags in der sächsischen Denkmaldatenbank, ggf. ergänzt durch die dort nur selten veröffentlichten Erfassungstexte oder zusätzliche Informationen
- ID: Vom Landesamt für Denkmalpflege Sachsen vergebene, das Kulturdenkmal eindeutig identifizierende Objekt-Nummer. Der Link führt zum PDF-Denkmaldokument des Landesamtes für Denkmalpflege Sachsen. Bei ehemaligen Kulturdenkmalen können die Objektnummern unbekannt sein und deshalb fehlen bzw. die Links von aus der Datenbank entfernten Objektnummern ins Leere führen. Ein ggf. vorhandenes Icon  führt zu den Angaben des Kulturdenkmals bei Wikidata.

## Ausführliche Denkmaltexte
1. ↑  Jahnsmühle:
  - Zweigeschossiges Mühlengebäude mit winkelförmig angebautem Sägewerk, Mühle: im Erdgeschoss Ständer-Fachwerk (mit Kopfbändern) mit Ziegelstein-Ausfachung sowie Reste der Blockstube, giebelseitig nur Ziegelstein-Mauerwerk, insgesamt Schiefersockel, im Obergeschoss Fachwerk mit Ziegelstein-Ausfachung, Giebel verbrettert, Satteldach (Pappe), im Winkel zum Sägewerk viergeschossiger verbretterter Turm mit Pultdach, rückwärtiger Anbau von 1985 (kein Denkmal), Hausflur unterkellert (flaches Tonnengewölbe), ausgelegt mit großen rechteckigen Schieferplatten, rundbogiger Eingang mit Holzgewände (erneuert) und Schlussstein bezeichnet 1802, Sägewerk (im Winkel zum Wohnhaus) mit turmartigem Aufbau
  - Sägewerk: zweigeschossig, Erdgeschoss Ziegelstein, Obergeschoss verbrettert, Satteldach (zum Teil Wellblech), im Inneren des alten Mühlengebäudes Stube mit Holzbalkendecke (Unterzug erneuert) und Backofen (gusseisern, zweiflügelige Tür bezeichnet mit „C. F. Lorenz 1867“, war Hochzeitsgeschenk für Christoph Friedrich Lorenz) mit Wasserbehälter
  - Dahinter gemauerter alter Backofen: als Hinterlader von der Küche aus beheizbar, sogenannter „Holzbackofen“ (1224 ersterwähnt), in der Küche quadratische Grube, von der aus der Ofen bestückt werden konnte, segmentbogige Ofenöffnung, niedriger Ofenraum, der weit in die Stube hineinragt und dort als halbrund abschließende Mauerstufe sichtbar ist
  - Vor dem Gebäude Wassertrog aus Schieferplatten (war notwendig für die Heiztechnik des Holzbackofens zum Feuerlöschen)
  - Im Inneren alte Mühlen- und Sägewerkstechnik:
    - Walzenstuhl von 1936 im Erdgeschoss
    - Schrotstein
    - gusseisernes Sägegatter von 1917 der Firma Kirchner aus Leipzig
    - im Obergeschoss des Sägewerkes großes Sägegatter von 1913/17, gusseisern
    - kleines Sägegatter von 1934 mit Inschrift: „Herkules“ und „Carl Hoffmann Aue i. Sa.“ und Schienen zum Ausfahren des Holzes
    - Hobelmaschine von 1934 bezeichnet „Neue-Lein-H3“ und „Patent“ der Firma Lein in Pirna
    - Doppelsäumer von 1936 der Firma Kirchner aus Leipzig

  - Hofpflaster: Schieferplatten, zwei Mühlsteine einbezogen in die Hofpflasterung
2. ↑  Talsperre Werda:
  - Schieberhaus: eingeschossiger Bruchsteinbau aus Tirpersdorfer Schiefer, Rechteckfenster mit gefastem Gewände und kräftigem Sturz (Schiefer), Fenster erneuert, Innenraum mit moderner Technik erneuert, Walmdach (Schiefer), Lüfterlaterne und Zeltdach (verschiefert), angrenzendes Tosbecken von 1985 (kein Denkmal) auf rechteckigem Grundriss mit kniehoher Bruchsteinmauer dient dem Energieabbau, ebenso sind die beiden rekonstruierten Tosgebäude (1985–1992) kein Denkmal
  - Staumauer: aus Bruchstein-Mauerwerk (Fruchtschiefer) mit gekrümmter Achse (luftseitig konkav gewölbt), oberes Gesims stark profiliert (vorspringende breite Schieferquadersteine), Wandbild aufgelockert durch vorkragende Bossensteine, mittig an der oberen Kante Mauervorsprung (senkrechter Mauersockel mit Stützbogen), auf dem das frühere Tosgebäude stand, für Absperrmauer wurde Kalk-Zement-Mörtel verwendet, schwalbenschwanzförmig eingebundener wasserseitiger Schutzmantel aus Beton, dem ursprünglichen Baukörper wurde eine 2,5 m starke Vorsatzmauer aus hydrotechnischem wasserdichtem Beton vorgesetzt, die Staumauerkrone wurde neu gestaltet, dabei wurde die Staumauer um 3 m aufgehöht, gestautes Gewässer: Geigenbach, Zweck: Trinkwasserbereitstellung und Hochwasserschutz, energetische Nutzung geplant, heutige Maße der Staumauer (nach Rekonstruktion): Höhe über Gründungssohle 43,7 m, Höhe über Talsohle 37,5 m, Kronenlänge 292,8 m, Kronenbreite 7,3 m, Bauwerksvolumen 140.000 m³, Bauwerksvolumen/Gesamtstauraum 1:37, alte Staumauer: Krümmungsradius 296 m, Neigung der Luftseite der Staumauer 1:0.767, Neigung der Stauwand 1:0,1, weitere technische Daten: Hydrologie: Einzugsgebiet 14.33 km², Jahreszuflusssumme 7,25 hm³, mittlerer Jahreszufluss 0,23 m³/s, Staubecken: höchstes Stauziel 594,52 m ü. NN, Vollstau 594,25 m ü. NN, Stauziel 594,25 m ü. NN, Absenkziel 565,3 m ü. NN, tiefstes Absenkziel 556,64 m ü. NN, max. Stauhöhe (über Gründung) 42,72 m, Gesamtstauraum 5,142 hm³, Stauraum 5,002 hm³, Nutzraum 5,142 hm³, außergewöhnlicher Hochwasserrückhalteraum 0,140 hm³, gewöhnlicher Hochwasserrückhalteraum 0 hm³, Betriebsraum 4,966 hm³, Reserveraum (ohne Vorsperre) 0,036 hm³, Totraum 0 hm³, Stauoberfläche bei Vollstau 47,2 ha, Ausbaugrad 0,69, Rekonstruktion der Hauptsperre durch Hydroprojekt Weimar, Produktionsbereich Dresden und Institut für Wasserwirtschaft
  - Kaskadenüberlauf/Hochwasserentlastungsanlage: Die Hochwasserentlastung der Hauptsperre erfolgt über ein am linken Hang angeordnetes festes seitliches Überfallwehr (Streichwehr). Seine Gesamtüberfallbreite: 33 m. An den Überfallrücken schließt sich die Sammelrinne an, die das Wasser unter einer zur Staumauerkrone führenden Brücke hindurch zur Abflusskaskade am luftseitigen Steilhang leitet. Die Kaskade mündet im Tal in das Tosbecken. Das Bemessungshochwasser liegt bei 7,6 m³/s. Dem steht ein Leistungsvermögen der Hochwasserentlastungsanlage von 9,6 m³/s gegenüber. originale Kaskadenstufen aus Quadermauersteinen (Wasserbausteine aus Fruchtschiefer) mit hohen breiten Treppenabsätzen, seitliche Mauern aus Bruchstein mit Schieferabdeckung, im Tal ehemaliges Tosbecken, im Bogen von der Kaskade zu einem breiten Wassergraben weitergeführt.
  - Talsperrenmeister-Wohnhaus neben der Staumauer: als erster Bau der Talsperrenanlage entstanden, ursprünglich Wohnhaus des Oberaufsehers Obenauf, später Talsperrenmeister-Wohnhaus, heute Büro und Wohnhaus, zweigeschossig, massiv, verputzt, Bruchsteinsockel (Schiefer), Obergeschoss bzw. Drempel Zierfachwerk, traufseitig Seitenrisalit mit Zwerchhaus und Satteldach (Rückseite) und spitzer Zwerchgiebel (Vorderseite), im Giebeldreieck Fachwerk, verbrettert, Rundbogenfenster, Fenster erneuert und zum Teil vergrößert, zum Teil Zwillingsfenster, Sohlbänke und Sturz in Porphyrtuff, giebelseitig rundbogiger Eingang mit einläufigem Treppenaufgang, Zierfachwerk an beiden Traufseiten mit K-Streben und Rautenmotiv, insgesamt Satteldach (Schieferdeckung) mit Fledermausgaupen und Dachhecht, Holztraufe, innen originales Treppenhaus mit Brettdocken
3. ↑  Wasserwerk Werda:
  - Turbinenhaus: hufeisenförmiger eingeschossiger Baukörper, südlicher Flügel Turbinenhaus, nördlicher Flügel Werkstatt, im Zwischenbau Büro, Quadersockel (Schiefer), verputzter Massivbau mit verbrettertem Drempel, Satteldach (Schiefer) mit Fledermausgaupen (verschiefert), Giebeldreieck verbrettert, hofseitig Dachhaus mit Walmdach im Turbinenhaus zwei Francis-Turbinen der Fa. Siemens-Schuckert und Escher Wyss & Cie. von 1922 mit Schieberbetätigung (Seriennummer 6717 und 6718), Schalttafel und Synchronisation, im Giebel Rechteckfenster mit durchlaufender gerader Verdachung und Halbrundfenster
    - Zwischenbau: etwas niedriger als Seitenflügel, zum Teil massiv, verputzt, zum Teil Blockbau mit Umgebinde, durchlaufender Schieferquadersockel, innen zurzeit Büro originale Ausstattung, Wandpaneele aus Theumaer Schieferplatten mit profiliertem gesimsähnlichem Abschluss, Aufhängeeinrichtung der Rührwerke (gekuppelte quadratische Pfeiler aus Theumaer Schiefer mit Knaggen und kräftiger rechteckiger Abdeckplatte), Treppenaufgang, Türrahmung aus Schieferplatten
    - Nordflügel/Werkstattgebäude auf hakenförmigem Grundriss und Mischkammer: eingeschossiger Blockbau mit Umgebinde auf Schiefersockel, rundbogige Spannriegel, insgesamt Walmdach, Holzsprossenfenster (erneuert) mit Fensterläden, unterirdische Mischkammer mit alter Technik, Kopfbau mit sechs Fensterachsen bzw. sechsjochiges Umgebinde

  - WABAG-Filterhalle von 1928 bis 1930: basilikal gestalteter Zweckbau auf rechteckigem Grundriss mit erhöhten Kopfbauten im Bauhausstil, hohes Mittelschiff, flache eingeschossige Seitenschiffe, Flachdach (Bitumen)
    - südlicher Kopfbau mit Eingangsportal: hoher zweigeschossiger Massivbau mit zurück springender, aber erhöhter Mittelachse, eingeschossiges Eingangsvorhäuschen mit originalem Kupferdach (weiter Dachüberstand), seitliche Baukörper auf jeweils quadratischem Grundriss mit je fünf hochrechteckigen schmalen Fenstern im Erdgeschoss, die sich optisch zu einem Fensterband zusammenfügen, Obergeschoss des Kopfbaus fensterlos, nur in der Mittelachse Rechteckfenster, gesamter Bau mit kanneliertem Betonsockel, Schiefersohlbänken, originalen Fenstern, weitem Dachüberstand, breite verputzte Traufe, unterschiedliche Gebäudehöhen, massiv, hellgelb verputzt
    - nördlicher Kopfbau/Stirnseite als Gegenstück zum südlichen Kopfbau mit erhöhtem turmartigem Mittelrisalit, der von eingeschossigen Seitenrisaliten flankiert wird, Mittelrisalit und Seitenrisalite jeweils fünf Fensterachsen
    - Mittelbau/Filterhalle: traufseitig 15 Fensterachsen (Fensterband aus hochrechteckigen Fenstern), Schiefersockel, zwischen Kopfbau und Halle abgeschrägter Mauervorsprung, Innenraum mit hochwertiger originaler Ausstattung im Bauhausstil: quadratische Eingangshalle mit originaler Deckenlampe aus geometrischen Formen zusammengesetzt (Quadrat, Kugel aus Nickel, scheibenförmige Glaslampe), in den Ecken des Raumes zwei Einlaufrinnen, zur Halle hin originale Flügeltür (je fünf Glasfelder) mit originaler Türklinke, originale Bodenfliesen, sich anschließende sakralähnliche Filterhalle, hohes Mittelschiff von Seitenschiffen durch marmorverkleidete Schaltpulte (1 m Höhe) abgetrennt, Filtertische/Schaltpulte längs durch Raum laufend (Marmorverkleidung erneuert), zwischen den drei Schiffen je vier Stützen auf rechteckigem Grundriss, zum Teil gefliest, in den beiden Seitenschiffen senkrecht zum Mittelschiff ausgerichtete Filterbecken (längsrechteckig), an der Stirnseite (nördlicher Kopfbau) des Mittelschiffs fünfachsiges Fensterband, im Obergeschoss Mittelschiff durch querrechteckige Fenster beleuchtet, Innenraum insgesamt flach gedeckt mit Eisenträgern, originales Treppengeländer, Lampen zum Teil erneuert

  - Ehemalige Kalkanlage (jetzt Chemikalienanlage) von 1904–1909: eingeschossiger Bau, Betonsockel, sonst verbretterte Fachwerk-Konstruktion, rechteckiger Grundriss, hohes Erdgeschoss, originale Fenstergrößen, kleine quadratische Fenster mit ein- und zweiseitigen Fensterläden, hohes Walmdach (Pappe), einseitig abgeschleppt, hoher Dachaufbau mit Walmdach, im Innenraum keine alte Technik mehr
  - Alte Härtungsanlage (1915 gebaut): quadratischer Grundriss, eingeschossig, würfelförmiger Bau mit Zeltdach (Schiefer), Werksteinbau (Schieferquader), stark profilierte Steintraufe, vorkragende Bossenmauersteine, seitlich Lisenengliederung, Fensterband aus je drei hochrechteckigen Fenstern
  - Pegelhaus von 1911 (ohne Chloranlage): eingeschossig, massiver Sockel (verputzt), Erdgeschoss verbrettert, Satteldach (Pfettendach) (Dachpappe), giebelseitig kurzer Anbau, Technik erneuert